# Roger Beaufrand
Roger Joseph Edmond Beaufrand (ur. 25 września 1908 w La Garenne-Colombes – zm. 14 marca 2007 w Béziers) – francuski kolarz torowy, mistrz olimpijski i wicemistrz świata.

## Kariera
7 sierpnia 1928 zdobył mistrzostwo olimpijskie na igrzyskach w Amsterdamie, w konkurencji sprintu wyprzedzając Holandia Holendra Antoine'a Mazairaca i Duńczyka Willy'ego Hansena. W tym samym roku zdobył srebrny medal w tej konkurencji podczas mistrzostw świata w Budapeszcie, ulegając jedynie Hansenowi. Zdobył w karierze dwa tytuły mistrza Francji, ponadto 100 razy triumfował w zawodach Grand Prix. Po zakończeniu kariery sportowej był m.in. dyrektorem galerii sztuki w Paryżu, ale utrzymywał kontakt ze światem sportu, biorąc udział w sztafecie z ogniem olimpijskim w 1968. Krótko przed śmiercią został odznaczony Legią Honorową, którą wręczył mu trzykrotny mistrz olimpijski w narciarstwie alpejskim z igrzysk w Grenoble w 1968 roku Jean-Claude Killy.
Od śmierci pakistańskiego hokeisty na trawie Feroze Khana w kwietniu 2005 uchodził za najstarszego żyjącego mistrza olimpijskiego (Khan sięgnął po złoto w barwach Indii również na olimpiadzie amsterdamskiej).